# 幌別駐屯地
幌別駐屯地（ほろべつちゅうとんち、JGSDF Camp Horobetsu）とは、北海道登別市緑町3-1に所在し第13施設群等が駐屯する陸上自衛隊の駐屯地である。

## 概要
駐屯地司令は、第13施設群長が兼務。最寄の演習場は、来馬演習場。1952年（昭和27年）12月に保安庁の幌別駐屯地として開設。施設科部隊が主体の駐屯地となっている。
室蘭港に非常に近く、室蘭港に海上自衛隊やアメリカ海軍の艦船が入港した際は、海上自衛隊に協力して、連絡業務や広報業務の詰所として使用されるなど、室蘭港及び海上自衛隊とも関係がある。また、自衛隊の和太鼓演奏チーム、通称「自衛太鼓」発祥の地として知られ、「北海自衛太鼓」が活動している。

## 沿革
保安隊幌別駐屯地
- 1952年（昭和27年）12月20日：保安庁の幌別駐屯地として新設[1]。
- 1953年（昭和28年）2月16日：独立第533施設大隊が舞鶴駐屯地から移駐。

陸上自衛隊幌別駐屯地
- 1954年（昭和29年）7月1日：

1. 陸上自衛隊設置に伴い幌別駐屯地が開設される[2][3]。
2. 第533施設大隊が第103施設大隊に称号変更し、第1施設群に編合。

- 1976年（昭和51年）3月25日：

1. 第103施設大隊を基幹として第3施設団第13施設群を新編。
2. 第313ダンプ車両中隊を新編し、第13施設群に編合。

- 1982年（昭和57年）3月25日：第313ダンプ車両中隊を廃止。
- 2000年（平成12年）3月28日：北部方面後方支援隊第101施設直接支援大隊第3直接支援中隊（第13施設群を支援）を新編。
- 2003年（平成15年）9月7日：幌別駐屯地創立50周年記念および第13施設群創隊28周年記念行事が開催。
- 2008年（平成20年）3月25日：北部方面施設隊改編に伴い、第13施設群から第13施設隊に縮小改編。
- 2015年（平成27年）3月26日：会計隊の改編に伴い、第331会計隊が廃止され、第323会計隊幌別派遣隊が設置される。
- 2017年（平成29年）3月27日：第3施設団再編に伴い、第13施設隊から第13施設群に増強再編成。

## 駐屯部隊

### 北部方面隊隷下部隊
- 第3施設団
  - 第13施設群
- 北部方面後方支援隊
  - 第101施設直接支援大隊
    - 第3直接支援中隊
- 北部方面会計隊
  - 第323会計隊
    - 幌別派遣隊
- 北部方面システム通信群
  - 第101基地システム通信大隊
    - 第313基地通信中隊
      - 幌別派遣隊
- 幌別駐屯地業務隊

### 防衛大臣直轄部隊
- 警務隊
  - 北部方面警務隊
    - 第122地区警務隊
      - 幌別派遣隊

## 駐屯していた部隊
- 第533施設大隊：1954年（昭和29年）7月1日　第103施設大隊に称号変更。
- 第103施設大隊：1976年（昭和51年）3月24日　廃止。第3施設団第13施設群に改編。
- 第313ダンプ車両中隊：1982年（昭和57年）3月25日　廃止。
- 北部方面施設隊第13施設隊：2008年（平成20年）3月25日から2017年（平成29年）3月26日の間。第3施設団第13施設群に改編。

## 最寄の幹線交通
- 高速道路：道央自動車道 登別室蘭IC
- 一般道：国道36号、北海道道2号洞爺湖登別線、北海道道782号上登別室蘭線
- 鉄道：JR北海道室蘭本線 幌別駅
- 港湾：室蘭港、苫小牧港（特定重要港湾）、白老港、内浦港（地方港湾）

## 重要施設
- 伊達発電所（出力70.0万kW。石油）（伊達市）
- 登別変電所（二次変電所）（登別市）
- 御崎変電所（二次変電所）（室蘭市）
- 新日鐵住金室蘭製鐵所（室蘭市）